# I'd Do Anything for Love (But I Won't Do That)
Singles de Meat Loaf
"Rock 'N' Roll Mercenaries"
(1986) "Bat Out of Hell"
(réédition)
(1993)
Pistes de Bat Out of Hell II: Back Into Hell
"Life Is a Lemon and I Want My Money Back"
I'd Do Anything for Love (But I Won't Do That) est une chanson titrée par le Grammy Award composée et écrite par Jim Steinman, et enregistrée par Meat Loaf. La chanson est sortie en 1993 et est le premier single de l'album Bat Out of Hell II: Back Into Hell.
Il s'est classé numéro un dans vingt-huit pays, d'abord en Australie le 4 septembre 1993, où il est resté pendant 8 semaines, devenant la plus grosse vente de single cette année-là. Il est aussi resté à numéro un pendant sept semaines au Royaume-Uni. Le single a été certifié disque de platine aux États-Unis et est devenu le single de Meat Loaf le plus vendu.
Il est à noter aussi qu'une certaine «  Mrs. Loud » chante dans ce single. Il s'est avéré plus tard que cette « Mrs. Loud » était en fait Lorraine Crosby (en), une interprète du Nord-Est de l'Angleterre. Elle n'apparaît cependant pas dans le clip, dans lequel le playback de ses chants est joué par Dana Patrick. En concert, c'est Patti Russo qui assurait la voix féminine.

## Classements hebdomadaires
| Classement (1993)                      | Meilleure position |
| -------------------------------------- | ------------------ |
| Allemagne (GfK Entertainment)          | 1                  |
| Australie (ARIA)                       | 1                  |
| Autriche (Ö3 Austria Top 40)           | 1                  |
| Belgique (Flandre Ultratop 50 Singles) | 1                  |
| Canada (RPM Top Singles)               | 1                  |
| États-Unis (Billboard Hot 100)         | 1                  |
| France (SNEP)                          | 4                  |
| Irlande (IRMA)                         | 1                  |
| Norvège (VG-lista)                     | 1                  |
| Nouvelle-Zélande (RMNZ)                | 1                  |
| Pays-Bas (Nederlandse Top 40)          | 1                  |
| Pays-Bas (Single Top 100)              | 1                  |
| Royaume-Uni (UK Singles Chart)         | 1                  |
| Suède (Sverigetopplistan)              | 1                  |
| Suisse (Schweizer Hitparade)           | 1                  |

| Classement (2022)           | Meilleure position |
| --------------------------- | ------------------ |
| (Billboard Global 200)      | 49                 |
| Royaume-Uni (UK Rock Chart) | 1                  |

## Certifications
| Pays                    | Certification | Unités certifiées |
| ----------------------- | ------------- | ----------------- |
| Allemagne (BVMI)        | Platine       | 500 000           |
| Australie (ARIA)        | 2 × Platine   | 140 000           |
| Autriche (IFPI)         | Platine       | 50 000            |
| États-Unis (RIAA)       | Platine       | 1 000 000         |
| Nouvelle-Zélande (RMNZ) | Platine       | 10 000            |
| Pays-Bas (NVPI)         | Platine       | 75 000            |
| Royaume-Uni (BPI)       | Platine       | 600 000           |
| Suisse (IFPI)           | Or            | 25 000            |